# Residència dels Jesuïtes de Sant Pau de Manresa
L'antiga Residència dels Jesuïtes de Sant Pau de Manresa és una església del municipi de Manresa (Bages) protegida com a bé cultural d'interès local.

## Descripció
És una capella d'una nau, de petites dimensions, molt reformada. Coberta amb dues voltes de creueria, amb claus esculpides. Absis nervat, de forma poligonal a l'interior que no es manifesta a l'exterior. Els nervis de la volta arrenquen de mènsules esculpides amb figures humanes i d'àngels. Altar barroc, daurat. A l'exterior no presenta cap element d'interès. Senzill portal i campanar de cadireta, que donen a la façana Nord. Murs arrebossats i pintats.